# Tomaskyrkan, Linköping

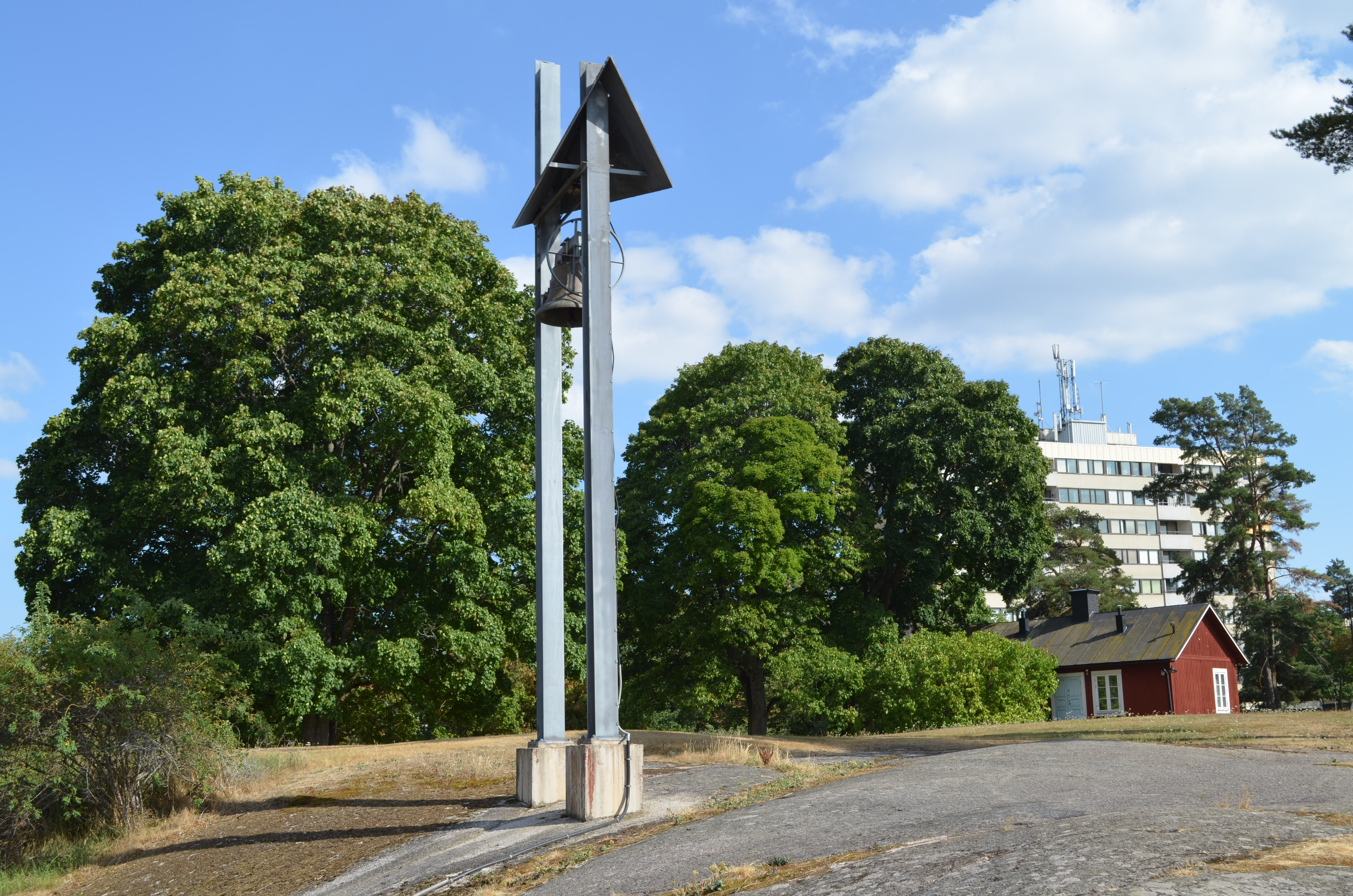
Tomaskyrkans klockstapel.

Tomaskyrkan var en kyrkobyggnad i Linköping i Östergötland, och tillhörde Domkyrkoförsamlingen i Linköpings stift.

## Historik
Kyrkan invigdes den 4 september 1993 av biskop Martin Lönnebo. Kyrkans namn kommer från Jesus lärjunge Tomas. Tomaskyrkan finns i ett bostadshus på T1 och är ritad av arkitekten Gösta Eriksson på E-U Arkitektkontor AB i Stockholm. Kyrkporten är tillverkad av ES-snickeri AB i Linköping.
En Klockstapel sitter på berget bredvid kyrkan. Klockan är tillverkad av Bergholtz Klockgjuteri AB i Sigtuna och bär inskriptionen ”Jag är vägen, sanningen och livet.” (Joh. 14:6). (Så svarar Jesus efter att Tomas ställt honom frågan ”Herre, vi vet inte vart du går. Hur kan vi då känna vägen?”)

### Avveckling
Kyrkorummet, inrymt i ett bostadshus, hyrdes tidigare av Svenska kyrkan. Kyrkan meddelade att de avser att säga upp hyresavtalet för Tomaskyrkan. Den 19 december 2021  avsakraliserades kyrkorummet, under en gudstjänst.  Verksamheten har således flyttat till Domkyrkan.